# جنی منسینگ
جنی منسینگ (به انگلیسی: Jenny Mensing) (زادهٔ ۲۶ فوریهٔ ۱۹۸۶) شناگر اهل آلمان است.